# Louis Lescure du Vergier de La Rochejaquelein
Henri Louis Lescure du Vergier, greve de La Rochejaquelein, född 1809, död 1833, var en fransk ädling, son till Louis du Vergier de La Rochejaquelein och Victoire de Donnissan.
de La Rochejaquelein understödde 1832 insurrektionen i Vendée och stupade i Portugal för dom Miguels sak.